# Rezerwat przyrody Okalewo
Rezerwat przyrody Okalewo – rezerwat leśny na terenie gminy Skrwilno w powiecie rypińskim, utworzony w 1965 roku. Zajmuje powierzchnię 5,28 ha (akt powołujący podawał 6,76 ha). Celem ochrony rezerwatu jest zachowanie boru mieszanego wilgotnego świerkowo-dębowego Querco-Piceetum poza granicą zasięgu.
Na terenie chronionym możemy wyróżnić między innymi ponaddwustuletnie sosny. W podszycie w naturalny sposób odnawia się świerk. Obszar posiada skupiska chronionych roślin runa leśnego, występujących wyspowo. Tereny zamieszkuje także kilka chronionych gatunków zwierząt.
Rezerwat leży na gruntach zarządzanych przez Nadleśnictwo Skrwilno. Obszar rezerwatu podlega ochronie czynnej.

## Flora
- świerk pospolity
- sosna zwyczajna
- dąb szypułkowy
- olsza czarna
- brzoza brodawkowata
- brzoza omszona
- kruszyna pospolita
- borówka czernica
- konwalijka dwulistna
- szczawik zajęczy
- siódmaczek leśny
- zawilec gajowy
- kosmatka owłosiona
- nerecznica krótkoostna